# Kerkenna-eilanden
De Kerkenna-eilanden (Arabisch: 'قرقنة', Frans: Les îles kerkenna) zijn Tunesische eilanden in het noorden van de Golf van Gabès die deel uitmaakt van de Middellandse Zee. De eilanden liggen voor de kust bij de stad Sfax, van waaruit er een regelmatige veerdienst is. De archipel bestaat uit zeven eilanden, waarvan er twee, het westelijke Gharbi eiland en het Chergui eiland, bewoond zijn. Andere eilanden zijn onder meer Chermadia, Gremdi, Rakkadia, Roumedia en Sifnou.
De voornaamste stad van de eilanden is Remla.
In 2003 hadden de eilanden samen ongeveer 15.000 inwoners. In het toeristische hoogseizoen verblijven er veel meer toeristen dan inwoners op de eilanden. Het eiland kent zeer veel zonuren per jaar, en ook in de winter is het klimaat zacht door de matigende invloed van de zee.
De Romeinse naam voor de Kerkenna eilanden is Cercina. Deze naam zou volgens de overlevering zijn afgeleid van de tovenares Circe die hier Odysseus tijdens zijn omzwervingen opving. De eilanden werden door Gaius Marius gebruikt als land voor zijn veteranen. Historisch gezien was de ligging van de eilanden strategisch voor de scheepvaart in de Middellandse Zee. Al in de Fenicische tijd deden schepen de eilanden aan op weg van en naar het oostelijk deel van de Middellandse Zee. Onder de archeologische opgravingen bevinden zich ook Romeinse ruïnes.